# جزیره پسچانی
جزیره پسچانی (روسی: о́стров Песча́ный) یک جزیره در شمال استان یاقوتستان کشور روسیه است.